# Jel-zaj viszony
Jel-zaj viszony, angol kifejezéssel Signal-to-noise ratio (rövidítésekben SNR vagy S/N) a hasznos és a zavaró jel (zaj) aránya dB-ben kifejezve. Általában a villamosmérnöki gyakorlatban használatos, de informálisan, a kifejezést használják különböző internet szolgáltatásokkal kapcsolatosan tágabb értelemben is, például Usenet.

## Technikai értelmezése
A jel-zaj viszony egy műszaki kifejezés, és két teljesítmény hányadosát jelenti. A jel (információ) és a háttérzaj teljesítményének hányadosa:
{\displaystyle \mathrm {jel/zaj} ={P_{\mathrm {jel} } \over P_{\mathrm {zaj} }}=\left({A_{\mathrm {jel} } \over A_{\mathrm {zaj} }}\right)^{2}}
Mivel sok jelváltozás nagyon dinamikus, az egyes jelértékek széles tartományokba eshetnek, a jel/zaj meghatározásánál a logaritmikus decibelskálát használják. Decibelekben mérve, a jel-zaj viszony az amplitúdók hányadosának 10-es alapú logaritmusának 20-szorosa vagy a teljesítményarány logaritmusának 10-szerese:
{\displaystyle \mathrm {jel/zaj(dB)} =10\log _{10}\left({P_{\mathrm {jel} } \over P_{\mathrm {zaj} }}\right)=20\log _{10}\left({A_{\mathrm {jel} } \over A_{\mathrm {zaj} }}\right)}
ahol P az átlagos teljesítmény, A az amplitúdók négyzetes átlaga. A jeleket és a zajokat azonos sávszélességi rendszerben mérik.

### Elektronikus ésakusztikusjel-zaj viszonyok
Az összehasonlítandó jelek gyakran elektromágneses jellegűek, de azért nagyjából alkalmazhatók rájuk a hangokra vonatkozó megállapítások. A decibel definíciójának megfelelően a jel-zaj viszony azonos eredményt ad függetlenül attól, hogy a jel milyen jellemzői alapján számítjuk ki (teljesítmény, áram, feszültség).
A jel-zaj viszony nagyon közeli kapcsolatban áll a dinamikatartomány (dynamic range) koncepcióval, ahol a dinamikatartományt egy kommunikációs csatornára a zaj és a legnagyobb, még nem torzított jel viszonyaként definiálják. A jel-zaj viszony mérésénél a csatornán a zajnak és a jelnek nem kell maximális teljesítményűnek lennie. Ezért a jel-zaj viszonyok mérésénél egy referenciajelet kell kijelölni, amely a mérések alapjául szolgál. Az audiomérnökök ezt a referenciajelet szinuszhullámnak választották, egy hallható hangnak, ami szabványos erősségű, mint például 1 kHz +4 dBu-nál (1,228 VRMS). Az RMS a négyzetes átlag angol nyelvű rövidítése (Root mean square).
A jel-zaj viszonyt gyakran használják egy átlagos jel-zaj viszony indikátorának, ezért lehetséges, hogy egy pillanatnyi jel-zaj viszonyt teljesen eltérően értékelnek. Általában a magasabb jelszint azonos zaj mellett kedvezőbb; ilyenkor a jel „tisztább”.
A koncepciót úgy foglalhatjuk röviden össze, hogy a normalizált zajszintet 1-nek (0 dB) tekintik, és vizsgálják, hogy milyen messze van a jel az „elviselhetőtől” (az emberi fájdalomküszöb 120 dB). A következő táblázat a gyakorlatban használt hangerősségeket mutatja. A táblázatban a mért hangnyomásszintek (Sound Pressure Level – SPL) összehasonlításával határozták meg a megfelelő dB-értékeket.
| dB(SPL) | Forrás (távolsággal)                                                                            |
| ------- | ----------------------------------------------------------------------------------------------- |
| 194     | Elméleti határ a hanghullámokra, 1 atmoszféra környezeti nyomás esetén                          |
| 180     | rakéta hajtómű 30 méterről; A Krakatau vulkán felrobbanása 160 km-ről (100 mérföld) a levegőben |
| 150     | sugárhajtómű 30 méterről                                                                        |
| 140     | lövés 1 méterről                                                                                |
| 120     | fájdalomküszöb; vasúti kürt 10 méterről                                                         |
| 110     | gyorsuló motorkerékpár 5 méterről; láncfűrész 1 méterről                                        |
| 100     | légkalapács 2 méterről; diszkó belül                                                            |
| 90      | zajos üzem, nehéz teherautó 1 méterről                                                          |
| 80      | porszívó 1 méterről, forgalmas utca járdája                                                     |
| 70      | sűrű forgalom 5 méterről                                                                        |
| 60      | hivatal vagy vendéglő belül                                                                     |
| 50      | csendes vendéglő belül                                                                          |
| 40      | lakott terület éjjel                                                                            |
| 30      | színház, beszéd nélkül                                                                          |
| 10      | emberi lélegzet 3 méterről                                                                      |
| 0       | emberi hallásküszöb (egészséges fül esetén); egy szúnyog repülésének hangja 3 méterről          |

### Képfeldolgozás és torzítások
A képfeldolgozás esetén, egy kép jel-zaj viszonyát általában úgy definiálják, mint a pixel átlagértékének és a pixel szórás értékének a hányadosát. Ez a „kontrasztarány” és a „kontraszt-zaj viszony”-méréseknél fontos.
Az optikai teljesítmény és a feszültség közötti kapcsolat képkezelő rendszerekben általában lineáris. Ez általában azt jelenti, hogy az elektronikus jelek jel-zaj viszonyának számítása a 10 log szabály szerint történhet. A torzításmérésnél azonban optikai teljesítményt vagy intenzitást kell elektromos úton mérni és összehasonlítani, és ebben az esetben az eltérő arányosságok miatt a 20 log számításokat használják.

## Digitális jelek
Ha digitálisan tároljuk a jelet, akkor a tároláshoz felhasznált bitek száma egyértelműen meghatározza a maximális jel-zaj viszonyt. Ebben az esetben a zaj nem más, mint egy kvantálás okozta hiba  jel, ami főleg az A/D átalakítók esetén jellemző. A zajszint nemlineáris és jelfüggő; a különféle jelekhez különféle számítási módszerekkel határozhatók meg. A kvantálási zaj zavaró hatása csökkentésének egyik módja az, hogy egy analóg zajt adunk a jelhez még a kvantálás előtt. Ezt az eljárást nevezik ditherelésnek (dithering).

### Fixpontos ábrázolásesetén
Egyenletes kvantálás esetén, ha az adatokat n-bites egészekben tároljuk, akkor a dinamikatartomány (dynamic range – DR) is meghatározott.
Tételezzünk fel egyenletes kvantálást egyenletes bejövő jeleloszlást, ekkor egy kvantálási szinten a kvantálási zaj is egy egyenletes eloszlású, véletlenszerű, csúcstól csúcsig amplitúdójú, az amplitúdóarány pedig  2n/1.  A képlet ekkor:
{\displaystyle \mathrm {dinamika(dB)} =\mathrm {jel/zaj(dB)} =20\log _{10}(2^{n})\approx 6.02\cdot n}
A fenti számítás miatt igaz „A 16-biten kódolt hangjel dinamika tartománya 96 dB” mondat. Minden extra bit, amit a kvantáláskor használni lehet, durván 6 dB-lel csökkenti a kvantálási zaj szintjét.
Tételezzünk fel teljes kiterjedtségű (full scale) szinuszos jelet, a kvantálási zajt közelítsük fűrészjellel, csúcstól csúcsig, egy kvantálási szinten. A jel-zaj viszony ekkor:
{\displaystyle \mathrm {jel/zaj(dB)} =10(2n-1)\cdot \log _{10}(2)+10\log _{10}(3)\approx 6.02\cdot n+1.761}
(Ez azt jelenti, hogy egy 16 biten tárolt jel jel-zaj viszonya 98,1 dB lesz.)

### Lebegőpontos ábrázolásesetén
A lebegőpontos ábrázolás lehetőséget ad a jel-zaj viszony csökkentésére, megnövelt dinamika tartomány mellett. N bites lebegőpontos számok esetében, amikor a mantissza n-m bit és a kitevő  m bites:
{\displaystyle \mathrm {dinamika(dB)} =6.02\cdot 2^{m}}
{\displaystyle \mathrm {jel/zaj(dB)} =6.02\cdot (n-m)}
Meg kell ugyanakkor jegyezni, hogy a lebegőpontos ábrázolás nagyobb dinamika tartományt biztosít, viszont a jel-zaj viszony költségei lényegesen rosszabbak. Ezért a lebegőpontos ábrázolás előnyös ott, ahol a dinamika nagy vagy nem becsülhető előre. A fixpontos megvalósítás egyszerűbb, és jól használható, ha a rendszer dinamikatartománya kisebb, mint 6,02 m, valamint ha a minőséggel szemben nincsenek különösebb elvárások. A nagy dinamikatartomány esetében a lebegőpontos ábrázolás hátrányos is lehet, főleg tervezési szempontból, mivel olyan algoritmust kell találni, amely a dinamikatartomány szélső tartományaiban is megfelelően működik.

## Általánosabb, informális használata
A „jel-zaj viszony” általánosan elterjedt használata a hasznos információ és a hibás vagy nem releváns információ viszonyát adja meg, ezt a jelentést használják többnyire az internetes fórumokon is.
A kifejezést használja a Usenet is, abban az értelemben, hogy a témához nem tartozó (off-topic) üzenetek, a  spam-ok mint „zajok” jelentkeznek, szemben a „jellel”, az érdemi információval, a levelezéssel.
Sok internethasználó előnyben részesíti a moderált fórumokat, mert a moderáció javítja a fórum jel-zaj viszonyát. A Wiki együttműködési modellje másként közelít a kérdéshez: minden felhasználó megkapja a „moderálás” lehetőségét, hogy a „jel” növelésével vagy a „zaj” csökkentésével javíthatja a jel-zaj viszonyt. Az a feltételezés, hogy a felhasználók nagyobb része hisz a projekt sikerében, ami arra motiválja őket, hogy a hozzájárulásaikkal javítsák a projekt jel-zaj viszonyát.